# ラフリーの敗北
ラフリーの敗北（ラフリーのはいぼく、英: Lochry's Defeat、またはラフリー虐殺、英: Lochry massacre）は、今日のアメリカ合衆国インディアナ州オーロラ近くで、1781年8月24日に行われた戦闘である。イギリス軍と13植民地の間の紛争として始まったアメリカ独立戦争の一部であり、戦争が西部のフロンティアに拡大して、そこのインディアンをイギリス軍の同盟者として戦争に巻き込んでいた。この戦闘は短時間で終わり、決定的な結果になった。一時的に西部に来ていたモホーク族の戦闘指導者ジョセフ・ブラントが率いる約100名のインディアンが、アーチボルド・ラフリーの率いるほぼ同数のペンシルベニア民兵を急襲した。ブラントとその部隊はアメリカ側兵士の全てを殺すか捕虜にし、しかも自部隊に損失を出さなかった。
ラフリーの部隊はイギリス軍地域本部のあったデトロイトに対する作戦のためにジョージ・ロジャース・クラークが立ち上げた軍隊の一部だった。クラークは北西部フロンティアでは傑出したアメリカ軍指揮官であり、バージニア知事のトーマス・ジェファーソンと共にデトロイトを占領し、インディアンの敵対行動をイギリス軍が支援しているのを終わらせようと期待して、この遠征を計画した。1781年8月初旬、クラークと約400名の兵士がペンシルベニアのピット砦を船で出発し、オハイオ川を下ったが、ラフリーの部隊より数日先行していた。ラフリーは本隊に追いつこうとしていた。
ジョセフ・ブラントの部隊はクラークの攻勢に対抗するために立ち上げられたイギリス軍とインディアンの連合軍の一部だった。ブラントはクラークの部隊に対抗するには兵士が足りなかったが、クラークとラフリーの間の伝令を捕まえて、ラフリーの少数部隊が後方から来ていることを知った。ラフリーが兵士と馬に食を与えるために上陸したとき、ブラントが急襲を掛けて大成功に導いた。クラークはその作戦に必要と考えた兵士を徴兵していただけだったので、ラフリーの部隊を失ったことで遠征そのものを中止することになった。

## 背景
オハイオ川渓谷では主にアメリカ植民地南部と西部（西ペンシルベニア、西バージニアおよびケンタッキー）の植民者と、オハイオ川北岸（現在のアメリカ合衆国中西部）にいるイギリス軍と同盟したインディアンとの間でアメリカ独立戦争が戦われていた。イギリス軍はデトロイトの拠点からインディアンの戦士部隊を徴兵し物資を補給してアメリカ側の砦や開拓地を攻撃させ、独立戦争の主戦場である東部からアメリカ側軍事資源を分散させると共に、インディアンと魅力ある毛皮交易をしっかりとイギリス帝国に結びつけておこうと期待していた。オハイオ領土のインディアンは主にショーニー族、ミンゴ族、デラウェア族およびワイアンドット族であり、ケンタッキーからアメリカ人開拓者を追い出して、スタンウィックス砦条約（1768年）やダンモアの戦争（1774年）で失っていたその狩猟場に対する権利を取り戻すことを期待していた。
アメリカ側はオハイオ川北岸にある敵対的インディアンの集落に対して散発的な遠征を行うことで、ケンタッキーを確保し、その地域に対する領有権を確実にしようとしていた。ケンタッキーに居たバージニアの軍隊士官であるジョージ・ロジャース・クラークは、デトロイトを占領することでこの境界戦争に最終的に勝利できると考えた。このための基礎工作として、1779年にイギリス軍前進基地であるビンセンズを占領し、デトロイトのイギリス軍指揮官であるヘンリー・ハミルトン副知事を捕まえていた。クラークは「この一撃でインディアンとの戦争をほとんど終わらせることになる」と語っていた。1779年にデトロイト方面作戦の準備を行い、1780年にも再度行ったが、兵士と物資が集まらずにどちらも中止された。クラークは「人が居なくてはデトロイトは取れない」と嘆いていた。

## クラーク遠征隊の作戦
1780年遅く、クラークは東部に行ってバージニア知事トーマス・ジェファーソンに1781年の遠征について相談した。ジェファーソンはイギリス軍がケンタッキーに対して攻勢をかけるという噂があることについてこれを阻止するため、クラークに2,000名の兵士を率いてデトロイトを攻める案を提案した。この作戦を組み立てる時に大陸軍の大佐達との上下関係で紛争を避けるために、クラークはジェファーソンに大陸軍の准将に昇進させてくれるよう要求した。しかし、クラークはアメリカ合衆国ではなくバージニアからの大佐任官を受けているだけだったので、軍隊の規則に照らせばクラークは大陸軍の任官を受けられなかった。ジェファーソンはその代わりにクラークをバージニアの「オハイオ川から西方への遠征を纏めるべき部隊の准将」の位に昇進させた。1781年1月、クラークはその兵士と物資を集結させるべく、西ペンシルベニアのピット砦に向かった。その目標は6月15日までにピット砦から遠征隊を出発させることだった。
しかし、それまでの作戦と同様に十分な数の兵士を徴兵することが問題だった。ジェファーソンはバージニア西部の郡にクラークの作戦のための人員を供給するよう要求したが、郡部の役人は人をだすことができないと訴えた。民兵は半年から1年に及ぶような長い遠征に出て行くことを望まなかった。東部ではチャールズ・コーンウォリスの指揮するイギリス軍に、北部からはインディアンの襲撃に、また地元ではロイヤリストの攻撃にその家族や家屋が脅かされていた。このような抵抗があったので、ジェファーソンは民兵隊に遠征への同道を命じるよりも志願兵を要求した。
ジェファーソンはこの志願兵部隊に加えて大陸軍のジョン・ギブソン大佐が指揮する正規兵200名の1個連隊もクラークに同行するよう手配した。しかし、大陸軍士官と民兵の間には以前から続く蟠りがあり、このような共同行動には問題があった。ピット砦の大陸軍指揮官ダニエル・ブロードヘッド大佐は、最近アメリカ側との戦争状態に入ったデラウェア族インディアンに対する遠征を自ら率いるために、クラークの遠征隊に部下の兵士を割くことを拒否した。ブロードヘッドはオハイオ領土に進軍し、1781年4月にはデラウェア族の首都であるコショクトンを破壊したが、このことでデラウェア族を決定的な敵に回しただけであり、クラークのデトロイト遠征にどうしても必要な兵士や物資を奪うことになった。
クラークは、最近バージニアとペンシルベニアの間の境界紛争が収まったばかりであり、長引く怨恨のためにペンシルベニアの住民がバージニア人の指揮する遠征に参加を望んでいないという事情で、ペンシルベニアから徴兵しにくい問題も抱えていた。クラークが行ったペンシルベニア住民を徴募しようという試みは議論を呼び敵対心を強くしていた。クラークを支持した一人のペンシルベニア人がウェストモアランド郡民兵隊の指揮官アーチボルド・ラフリー大佐だった。1781年7月4日、ラフリーはペンシルベニアの最高執行委員会議長であるジョセフ・リードに宛てて次のように手紙を送っていた。
ラフリーはリードの承認を得てクラーク遠征隊のための徴兵を始めた。ウェストモアランド郡の多くの男達は防御のないその家郷を離れることを望まず、ラフリーはやっと100名ばかりの志願兵を集めただけだった。
1781年8月にやっとクラークがピット砦を進発したとき、その部隊は僅か400名に過ぎなかった。ただし、ヘンリー砦（現在のウェストバージニア州ホィーリング）でラフリーとその部隊と合流できると期待していた。クラークはその作戦に支援が得られなかったことを怒っていたが、ネルソン砦（現在のケンタッキー州ルイビル）で合流するケンタッキー民兵隊が補強になると期待していた。デトロイトを攻撃できるだけの兵力が集まらないとしても、少なくとも敵インディアンに対する遠征を実行するつもりだった。

## インディアンとイギリス軍の準備

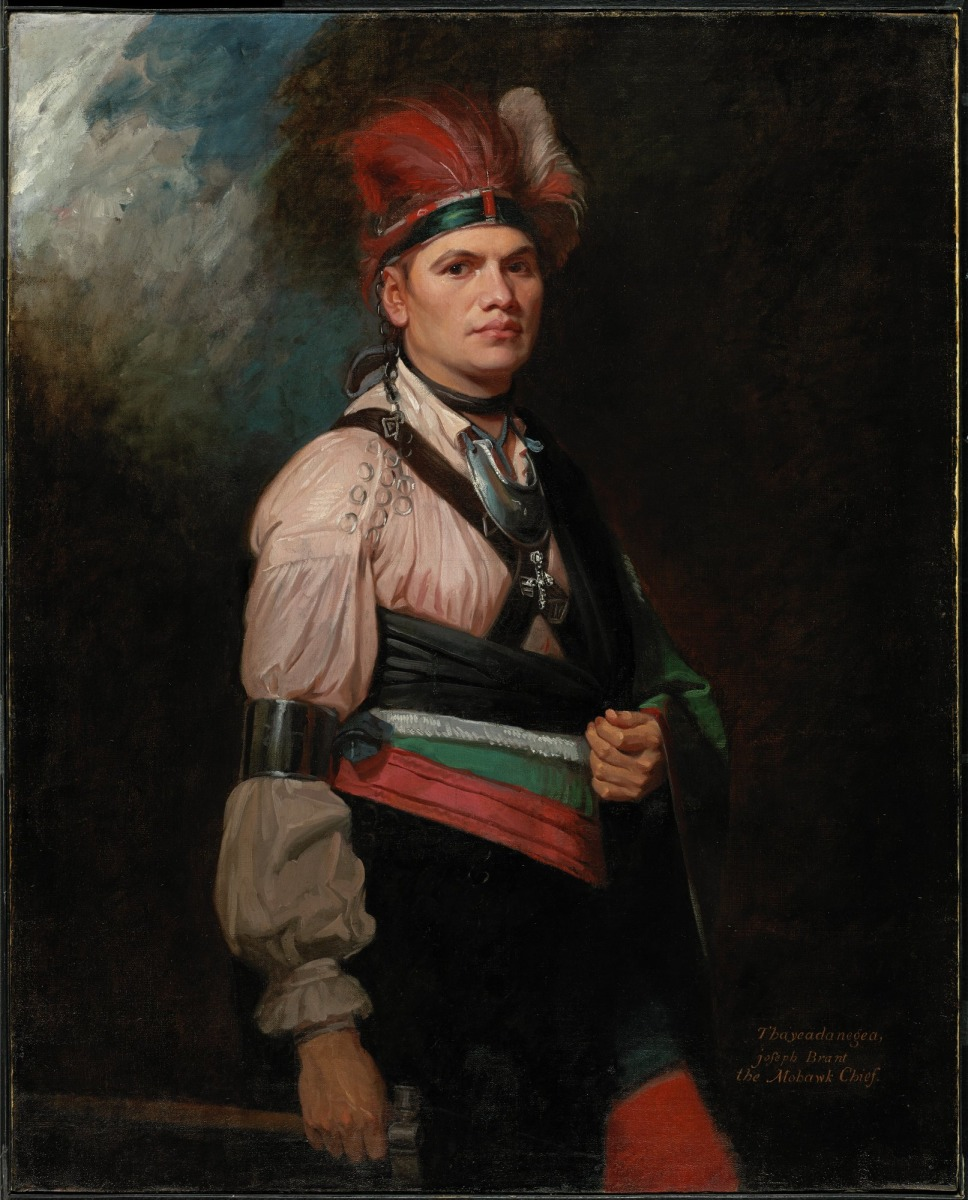
ジョセフ・ブラント（サイエンダネゲア）、ロンドンのジョージ・ロムニー画、1776年

イギリス軍指導部とその同盟インディアンは効果的な情報網のおかげで1781年2月にはクラークの遠征計画に気づいていた。4月、防御のための作戦会議がデトロイトで開催された。デトロイトの指揮官はヘンリー・ハミルトンの後任であるアレント・ドペイスター少佐であり、イギリス領北アメリカ総督のフレデリック・ハルディマンドから指示を得ていた。ドペイスターはアレクサンダー・マッキーやサイモン・ガーティのようなイギリス・インディアン省のエージェントを使っており、どちらもオハイオ領土のインディアンと密接な関係を持ち、イギリス軍とインディアンの軍事作戦を協調させていた。
デトロイトの作戦会議に出席した中に、イロコイ連邦の1つ、モホーク族の戦闘指導者ジョセフ・ブラント（インディアン名サイエンダネゲア）が率いるイロコイ族の代表が居た。ブラントは戦争が始まった時には戦闘指導者としてはまだ主要な者ではなかったが、英語を話せることやイギリス軍指導部との繋がりがあったことでイギリス軍の目に止まった。モホーク族の土地に関する苦情を議論するために1775年にロンドンに行ったとき、植民地担当大臣のジョージ・ジャーメイン卿は、イロコイ族が戦争中もイギリスを支持するならば、反乱軍が鎮圧された後でその土地の苦情も考慮されるだろうと曖昧な約束をした。ブラントは故国に帰り、当時アップステート・ニューヨークに大半が住んでいたイロコイ族にイギリスの同盟者として参戦するよう促した。イロコイ連邦の6部族のうち、4部族がイギリス側に付いた。
ブラントは戦中に熟練したゲリラ戦指揮官となり、当初は「ブラントの志願兵隊」と呼ばれる約100名の部隊を率いた。昔からのイロコイ族指導者達がブラントのことをあまりにイギリスに近づきすぎる成り上がり者と見ていたので、その志願兵隊の大半は白人のロイヤリストだった。ブラントには戦中にインディアンの中から追随者が加わるようになり、イギリス軍の大尉に任官された唯一のインディアンとなったが、文献などで述べられているようにイロコイ族の戦争指導者ではなかった。ブラントは1777年にイギリス軍とインディアンが協働したニューヨーク侵攻に参加したが、その結果はサラトガでのイギリス軍の悲惨な降伏に終わった。その後1779年に大陸軍のジョン・サリバンが行い、イロコイ族の土地を荒廃させた大規模な遠征の前後で数多いフロンティアでの襲撃を行った。
1781年4月、ニューヨークのフロンティアでは戦えなくなったイギリス軍はブラントをデトロイトに派遣した。この移動の公式理由は予想されるクラークの遠征隊に対抗して、インディアンの支持を糾合することが必要とされたためだった。しかし明らかな非公式の理由は、そこそこの酒を飲むブラントがナイアガラ砦で酒を飲んだ挙げ句にインディアン省の役人と殴り合いのけんかをした後での更迭だった。オハイオ領土とデトロイト地域の「西部インディアン」はイロコイ族との関係がこじれていたが、ブラントの援助を丁重に迎えた。
デトロイトの作戦会議でドペイスターはクラークの遠征隊に対抗するためにインディアン部族が統合して部隊を送るよう促した。5月、インディアンの指導者達とインディアン省の役人達はこの目的でアッパー・サンダスキーのワイアンドット族の町で戦士達の招集を始めた。8月半ば、ブラントとサイモン・ガーティの兄弟であるジョージ・ガーティは約90名のイロコイ族、ショーニー族およびワイアンドット族の戦士と数人の白人とで南のオハイオ川に向かい、一方マッキーとサイモン・ガーティは援軍を集める作業を継続した。

## クラーク隊の後を追うラフリー隊
8月初旬、クラークはその部隊を船に乗せてオハイオ川をホィーリングまで移動させ、そこでラフリーの部隊と落ち合うことにしていた。計画していたよりも長い5日間そこで待った後、兵士達が脱走し始めていたのでラフリーを待たずにホィーリングから出発することに決めた。クラークは兵士達を故郷から遠くへ連れて行けば行くほど逃げ出す気持ちも減ってくると考えていた。ラフリーの部隊が8月8日にやっとホィーリングに到着したとき、クラークはほんの数時間早くそこを出立したことが分かった。ラフリーは次のような伝言をクラークに送った。
クラークは8月9日にミドルアイランドから次のような返書をラフリーに送った。
ラフリーとその部隊は船を建造した後でホィーリングを出立し、遠征隊の主力に追いつけることを期待していた。一方クラークはチャールズ・クラクラフト少佐と少数の兵士に食料を持たせてをスリーアイランドのキャンプに残し、ラフリー隊の到着を待たせた。クラークはさらにオハイオ川を下り、クーナウ川の河口で停止したが、再度脱走を防止するために動き続けることに決めた。クラークは柱に結びつけた手紙を残し、ラフリーに後を追い続けるように指示していた。
8月14日、ラフリーはクラークに宛てて、その兵士達が「士気旺盛で命じられた場所に行くことにしている」ことや、クラーク隊からの脱走兵16名を捕らえ、共に連れて行っていることを伝えた。翌日ラフリーはスリーアイランドのキャンプでクラクラフト少佐を見つけた。クラクラフトはラフリーに馬を乗せられる大型の船を渡し、その後にクラーク隊に合流するためにカヌーで向かった。翌8月16日、ラフリーはサミュエル・シャノン大尉と7人の兵士にクラークへの手紙を持たせて派遣した。この手紙では、ラフリーが小麦粉が欠如しかけており、狩猟を行わせるために遅れたりしないようもう少し食料を残してくれるようクラークに依頼していた。翌日ラフリーは2人の兵士を狩猟に送り出したが、彼らが戻ってくることはなかった。

## オハイオ川での待ち伏せ
1781年8月18日夜、クラークとその部隊は船でグレートマイアミ川の河口を通過した。そこは現在のオハイオ州とインディアナ州の州境近くだった。ブラント隊はオハイオ川北岸に隠れていたが、クラークの大部隊に対抗するには勢力が小さかったので、静謐を守り通り過ぎるままにさせていた。このことはイギリス軍とインディアンにとっては逸機だった。マッキーとサイモン・ガーティが援軍を集めるために遅れていなければ、インディアンが他のどの指揮官よりも怖れていたクラーク隊を、しかも脱走によって脆弱になっていたその部隊を急襲できたであろう。歴史家のランドルフ・ダウンズは、「ジョージ・ロジャース・クラークの生涯を研究する学生は、1781年にオハイオ川を下っていたクラークとその部隊が如何に破滅の縁に近づいていたか、幾ら強調しても過ぎることはないだろう」と語っている。
ブラントはクラーク隊を急襲する機会を見過ごしたが、間もなく別の標的を見つけた。8月21日、ブラントはクラーク隊に追いつこうとしていたクラクラフトと6名の兵士を捕獲した。ブラントはシャノン大尉の分遣隊から数名の兵士も捕まえた。捕虜が持っていた手紙からは、ラフリー隊がそれほど遠くではない所にいることが分かった。ブラントは「敵が分散している間なら容易にこれらに対処することができる」と考えたのでマッキーに急行するよう督促する手紙を送った。ブラントはマッキーの援軍が到着しようとしていなかろうとラフリー隊を攻撃するための準備をした。
8月24日午前8時頃、ラフリー隊はグレートマイアミ川河口より下流約11マイル (18 km) にあったクリークの河口近くでオハイオ川北岸に上陸した。当時の幾つかの簡潔な証言に拠れば、ラフリーはブラントの策略で岸に残していた捕虜になったアメリカ人が見えたので、岸に引き寄せられた。ブラントはラフリーが上陸した後でこれを襲った。しかし、さらに詳細な証言に拠れば、ブラントがこの策略を考えたが、ペンシルベニア兵は捕虜を見つけること無く、偶々僅か上流で上陸したことになっている。いずれにしてもラフリーの部隊は、まだマッキーの援軍が到着していなかったブラント隊が攻撃を掛けられるほど近くに接近した。
ラフリーは自隊が敵地にあることを承知していたが、2日間も停止せずに移動してきた後で兵士と馬に食事を摂らせることが必要だったので、その小さな船隊に上陸を命じた。アメリカ兵は上陸後に新鮮なバッファローの肉を調理し、馬に食ませる草を刈り、明らかに適切な警戒を怠っているように見えた。近くの森に隠れていたブラントは兵士達を再配置させてから発砲し、アメリカ兵を完全に驚愕に包ませた。アメリカ兵の中には弾薬が尽きるまで戦った者もいたが、攻撃が始まったときに武器の用意をしていない者が多かった。船で逃げようとしたアメリカ兵もいたが、ブラントはこれを予測し、カヌーに乗せた兵士を手配して如何なる逃亡も押さえさせた。ラフリーは絶望的なくらい罠に嵌められたことがわかり、兵士達に降伏を命じた。
両軍の勢力はほぼ同数だったが、ブラントは一方的な勝利を得た。アメリカ兵の全てが殺されるか捕まえられるかした。ブラント隊にけが人はいなかった。ブラントが作成しデトロイトに送った詳細リストに拠れば、アメリカ兵37名が殺され、64名が捕虜となっていた 。幾つかの史料では、アメリカ兵の死者はその大半が降伏後に殺されたことになっている。その中にはラフリーも含まれている。ラフリーは戦闘後に丸太の上に座っているときに、ショーニー族戦士がトマホークでその頭を一撃した。幾つかの証言に拠れば、ブラントはインディアンがさらに多くの捕虜を殺すことを妨げた。死者は頭皮を剥がれ、埋葬せずに放置された。

## 戦闘の後
この戦闘の後、インディアン戦士達とレンジャー部隊はクラークの本隊に接近することを躊躇した。ブラントはマイアミ川の上流に捕虜を行軍させた。8月27日、マッキーが率いる約300名のインディアン部隊、およびアンドリュー・トンプソン大尉が率いるバトラー・レンジャーズ約100名と合流した。捕虜を監視するために分遣隊を残し、合流したインディアンとイギリス兵の部隊約500名はクラークの本隊を追ってネルソン砦に向かった。9月9日、捕獲したアメリカ兵2名からクラークの遠征隊は人員不足のために遠征を中止したことが分かった。イギリス軍とインディアンの部隊は作戦がうまくいったことに満足して、その大半が解散されたが、マッキーは200名を説得してケンタッキーの襲撃に同行させることにした。その襲撃はケンタッキー人がロングラン虐殺と呼ぶものに集約された。
アメリカ兵捕虜64名は部族の間で分けられた。これら捕虜の中の幾人かはその後殺された。インディアンはその慣習として、家に連れ帰った捕虜の幾人かを、戦死した戦士の代わりに儀式的な養子にした。しかし、大半の捕虜はデトロイトでイギリス軍に売却され、その後モントリオールの刑務所に送られた。数人はなんとか脱走できた。残りは戦争が終わった1783年に釈放された。ラフリーの遠征に加わった100名以上の中で、最終的に故郷に戻れた者は「半数に満たない」か「半数を超えた」かと推計されている。
ラフリーの敗北はアメリカ史の中で一般にこう呼ばれるようになったが、ウェストモアランド郡の人々にとっては大きな打撃だった。ほとんど全ての家庭が影響を受けた。郡住民はフロンティアを守る必要のある時に、経験のある兵士の多くが一時に失われたことを警鐘と感じた。1781年12月3日、ピット砦の新指揮官であるウィリアム・アーバイン将軍はジョセフ・リードに宛てて次のように書いた。
ラフリーの派遣部隊を失ったことはクラークの1781年作戦にとって致命的な挫折となった。9月初旬、クラークはネルソン砦でケンタッキー民兵隊士官と一連の作戦会議を開いた。クラークはこの時も「私は最も効果を上げる見込みが無いが大胆と見えるかもしれない如何なる行動にも貴方方を導く用意がある」と言ってオハイオ領土への遠征を主張していた。この作戦会議は、季節が遅すぎることや使える人員が足りないことを理由に、クラークの主張を斥け、その代わりに防御に徹することとし、ただしデトロイトに対する新たな遠征は翌年に行うべきことという提案をした。1781年10月1日、落胆したクラークは「私の鎖が綻びたように見える。私自身が少数の兵士とちっぽけな砦に取り残され、ここ数年間私を怖れ続けていた者達の侮辱に耐えられそうもない」と記していた。クラークは1782年にグレートマイアミ川沿いのショーニー族の町に対する遠征隊を率い、これがこの戦争で最後の行動となった。デトロイトに対する遠征を再度行うことはできなかった。
ラフリーの敗北から幾らか経って、ブラントとサイモン・ガーティはオハイオ川沿いで口論になった。当時の噂に拠れば、ガーティは兄弟のジョージが勝利に貢献したとおそらく考えていたので、遠征の成功に関するブラントの手柄話に立腹した。この二人は酒を飲んでいたと伝えられており、殴り合いになって、ブラントがその剣でガーティの頭を切りつけることで終わった。ガーティの傷は快癒するまでに数ヶ月を要し、額に傷跡を残した。ブラントが10月にデトロイトに戻ると、その足に刀傷を受けて感染し、当初は切断を要するようになるかのように見えた。この傷は公式には事故による自傷だと報告されたが、町の噂ではガーティとの喧嘩で受けたものだと言われていた。ブラントに従っていたイロコイ族は故郷に戻ったが、ブラントは傷の治療のために冬の間デトロイトに留まらざるを得なかった。

### 記事
- Bailey, De Witt. "British Indian Department". The American Revolution, 1775–1783: An Encyclopedia 1:165–77. Ed. Richard L. Blanco. New York: Garland, 1993. ISBN 0-8240-5623-X.
- Belue, Ted Franklin. "Lochry's Defeat". The American Revolution, 1775–1783: An Encyclopedia 1:954–55. Ed. Richard L. Blanco. New York: Garland, 1993. ISBN 0-8240-5623-X.
- Boatner, Mark Mayo, III. "Lochry's Defeat". Encyclopedia of the American Revolution: Library of Military History, 2nd ed., 1:645. Edited by Harold E. Selesky. Detroit: Scribner's, 2006. ISBN 0-684-31513-0.
- Duff, William A. "Chapter 12, Christian Fast". History of North Central Ohio, Vol. 1: 97-102. Historical Publishing Co., Topeka KS and Indianapolis IN, 1931.
- Hunter, W. H. "The Pathfinders of Jefferson County." Ohio Archaeological and Historical Quarterly 6, no. 2 (1898): 140–42; 384–92. Accessed online through the Ohio Historical Society's online archive. Hunter's initial account of the expedition was expanded and corrected in an addenda.
- Maurer, C. J. "The British Version of Lochry's Defeat." Bulletin of the Historical and Philosophical Society of Ohio 10 (July 1952): 215–230.
- Pershing, Edgar J.  "The Lost Battalion of the Revolutionary War." National Genealogical Society Quarterly 16, no. 3 (1928): 44–51. Includes captured correspondence and the British list of men killed and taken prisoner. Available online through Fisher Family Genealogy, which also provides a PDF copy of the original article.
- Sugden, John. "Joseph Brant". Encyclopedia of North American Indians, 83–85. Ed. Frederick E. Hoxie. Boston: Houghton Mifflin, 1996. ISBN 0-395-66921-9.
- Warnes, Kathleen. "Lochry's Defeat". The Encyclopedia of the American Revolutionary War: A Political, Social, and Military History. 2:726. Gregory Fremont-Barnes and Richard Alan Ryerson, eds. Santa Barbara, California: ABC-CLIO, 2006. ISBN 1-85109-408-3.

### 書籍
- Bakeless, John. Background to Glory: The Life of George Rogers Clark. Lincoln: University of Nebraska Press, 1957. Bison Book printing, 1992. ISBN 0-8032-6105-5.
- Butterfield, Consul Willshire. History of the Girtys. Cincinnati: Clarke, 1890.
- Downes, Randolph C. Council Fires on the Upper Ohio: A Narrative of Indian Affairs in the Upper Ohio Valley until 1795. Pittsburgh: University of Pittsburgh Press, 1940. ISBN 0-8229-5201-7 (1989 reprint).
- English, William Hayden. Conquest of the Country Northwest of the River Ohio, 1778–1783, and Life of Gen. George Rogers Clark. Vol 2. Indianapolis: Bowen-Merrill, 1896.
- Hassler, Edgar W. Old Westmoreland: A History of Western Pennsylvania during the Revolution. Pittsburgh: Weldon, 1900.
- James, James Alton. The Life of George Rogers Clark. University of Chicago Press, 1928.
- Kelsay, Isabel Thompson. Joseph Brant, 1743–1807, Man of Two Worlds. Syracuse, New York: Syracuse University Press, 1984. ISBN 0-8156-0182-4 (hardback); ISBN 0-8156-0208-1 (1986 paperback).
- Lancaster, Bruce (1971). The American Revolution. New York: American Heritage. ISBN 0-618-12739-9
- Mann, Barbara Alice. George Washington's War on Native America. Westport, Connecticut: Praeger, 2005. ISBN 0-275-98177-0.
- Martindale, Charles. Loughery's Defeat and Pigeon Roost Massacre. Indianapolis: Bowen-Merrill, 1888. Indiana Historical Society Publications 2, no. 4: 97–127. Pamphlet which includes Anderson's journal and other documents.
- Nelson, Larry L. A Man of Distinction among Them: Alexander McKee and the Ohio Country Frontier, 1754–1799. Kent, Ohio: Kent State University Press, 1999. ISBN 0-87338-620-5 (hardcover).
- Nester, William. The Frontier War for American Independence. Mechanicsburg, Pennsylvania: Stackpole, 2004. ISBN 0-8117-0077-1.
- Sugden, John. Blue Jacket: Warrior of the Shawnees. Lincoln: University of Nebraska Press, 2000. ISBN 0-8032-4288-3.
- Taylor, Alan. The Divided Ground: Indians, Settlers, and the Northern Borderland of the American Revolution. New York: Knopf, 2006. ISBN 0-679-45471-3.
- Van Every, Dale. A Company of Heroes: The American Frontier, 1775–1783. New York: Morrow, 1962.

### 出版された一次史料
Several letters of Lochry, Joseph Reed, and General Irvine are published in the Pennsylvania Archives, 1st series, vol. 9 (Philadelphia 1854). Anderson's journal is in the Pennsylvania Archives, 6th series, 2:403–410, (Harrisburg 1906), and is available online through Fisher Family Genealogy, which also has a PDF copy of the pages from the Pennsylvania Archives. Many other letters about the campaign are printed in James A. James, ed., George Rogers Clark Papers , 2 vols. (1912; reprint New York, AMS Press, 1972).
British letters relating to Lochry's Defeat were published in Pioneer Collections: Collections and Researches Made by the Pioneer Society of the State of Michigan 2nd ed., vols. 10 and 19 (Lansing, 1908–13), and are online at the American Memory website, published by the Library of Congress. Highlights include:
- Brant to McKee August 21, 1781. Brant writes that Clark has just passed and that Lochry is approaching.
- Thompson and McKee to DePeyster August 29, 1781 Thompson and McKee report Brant's victory and forward captured American correspondence.
- De Peyster to Captains Thompson and McKee, September 13, 1781. De Peyster expresses satisfaction at Brant's victory, mixed with disappointment that the Indians did not move against Clark.
- John Macomb to Colonel Claus, September 14, 1781. A merchant at Detroit reports news of Brant's victory.
- Thompson to DePeyster September 26, 1781. Thompson reports on the dispersal of the Indians after news that Clark's expedition is cancelled.
- McKee to DePeyster September 26, 1781. McKee relays his activities after the battle, and the difficulty in getting the Indians to pursue Clark.
- DePeyster to McKee October 4, 1781. DePeyster instructs McKee to tell the Indians that no rum will be distributed at Detroit until he is sure Clark is finished for the season.
- Haldimand to DePeyster October 6, 1781. Haldimand expresses hope that Brant's example will inspire the Indians to make further efforts against Clark.
- Haldimand to Germain, October 23, 1781. Haldimand sends word to London about Brant's victory.
- Haldimand to unknown November 1, 1781. Haldimand complains that the money spent on the Indians this year had been "thrown away", with the exception of Brant and his 100 men.

## 関連図書
- Crecraft, Earl W. "Sidelights on the Lochry Massacre". Indiana History Bulletin 6, extra no. 2 (1929): 82–93.
- Edwards, Charles G. "The Battle at Lochry Creek". Common Patriot: The American Revolutionary War Magazine. Fort Myers, Florida: no publication date given. Amateur history online, has photographs of two historical markers.
- McHenry, Chris. The Best Men of Westmoreland: An Historical Account of the Lochry Expedition. Lawrenceburg, Indiana: 1981. Self-published history which includes additional information on the fate of Lochry's men. Has some passages of invented dialogue.

座標: 北緯39度3分31秒 西経84度54分23秒 / 北緯39.05861度 西経84.90639度